# گانگژینگ
گانگژینگ (به لاتین: Gongjing District) یک سکونتگاه مسکونی در جمهوری خلق چین است که در زیگانگ واقع شده‌است.